# Campeonato Mundial de Taekwondo de 2011
El XX Campeonato Mundial de Taekwondo se celebró en Gyeongju (Corea del Sur) entre el 1 y el 6 de mayo de 2011 bajo la organización de la Federación Mundial de Taekwondo (WTF) y la Federación Surcoreana de Taekwondo.
Las competiciones se realizaron en las instalaciones del Gimnasio de Gyeongju.

## Medallistas

### Masculino
| Evento         | Oro                            | Plata                         | Bronce                                                                 |
| -------------- | ------------------------------ | ----------------------------- | ---------------------------------------------------------------------- |
| –54 kg (05.05) | Chutchawal Khawlaor Tailandia  | Park Ji-Woong Corea del Sur   | Meisam Bagheri · Irán · Seifula Magomedov · Rusia                      |
| –58 kg (02.05) | Joel González Bonilla · España | Rui Bragança Portugal         | Wei Chen-Yang · China Taipéi · Gabriel Mercedes · República Dominicana |
| –63 kg (06.05) | Lee Dae-Hoon Corea del Sur     | Michael Harvey Reino Unido    | Nacha Punthong Tailandia Lê Huỳnh Châu Vietnam                         |
| –68 kg (04.05) | Servet Tazegül Turquía         | Mohammad Bagheri Motamed Irán | Rohullah Nikpai Afganistán Martin Stamper Reino Unido                  |
| –74 kg (05.05) | Alireza Nasr Azadani Irán      | Patiwat Thongsalup Tailandia  | Rıdvan Baygut Turquía Ismaël Coulibaly Mali                            |
| –80 kg (03.05) | Farzad Abdollahi Irán          | Yunus Sarı Turquía            | Isam Chernubi Marruecos Ramin Əzizov Azerbaiyán                        |
| –87 kg (06.05) | Yusef Karami Irán              | Cha Dong-Min Corea del Sur    | Jon García Aguado · España · Carlo Molfetta · Italia                   |
| +87 kg (06.05) | Jo Chol-Ho Corea del Sur       | Akmal Irgashev Uzbekistán     | Kurosh Rayoli Irán Andreas Stylianú Chipre                             |

### Femenino
| Evento         | Oro                          | Plata                      | Bronce                                                      |
| -------------- | ---------------------------- | -------------------------- | ----------------------------------------------------------- |
| –46 kg (05.05) | Kim So-Hui Corea del Sur     | Li Zhaoyi China            | Rukiye Yıldırım · Turquía · Sümeyye Manz · Alemania         |
| –49 kg (02.05) | Wu Jingyu China              | Yang Shu-Chun China Taipéi | Brigitte Yagüe Enrique · España · Sanaa Atabrur · Marruecos |
| –53 kg (03.05) | Ana Zaninović · Croacia      | Lamyaa Bekkali Marruecos   | Lee Hye-Young Corea del Sur Hatice Kübra Yangın Turquía     |
| –57 kg (04.05) | Hou Yuzhuo China             | Jade Jones Reino Unido     | Marlène Harnois Francia Lim Su-Jeong Corea del Sur          |
| –62 kg (04.05) | Rangsiya Nisaisom Tailandia  | Marina Sumić · Croacia     | Karine Sergerie · Canadá · Dürdane Altunel · Turquía        |
| –67 kg (03.05) | Sarah Stevenson Reino Unido  | Guo Yunfei China           | Hwang Kyung-Seon · Corea del Sur · Helena Fromm · Alemania  |
| –73 kg (06.05) | Gwladys Épangue Francia      | Oh Hye-Ri Corea del Sur    | Anastasiya Baryshnikova · Rusia · Milica Mandić · Serbia    |
| +73 kg (06.05) | Anne-Caroline Graffe Francia | An Sae-Bom Corea del Sur   | Rosana Simón Álamo · España · Olga Ivanova · Rusia          |

## Medallero
| Núm. | País                 | Oro | Plata | Bronce | Total |
| ---- | -------------------- | --- | ----- | ------ | ----- |
| 1    | Corea del Sur        | 3   | 4     | 3      | 10    |
| 2    | Irán                 | 3   | 1     | 2      | 6     |
| 3    | China                | 2   | 2     | 0      | 4     |
| 4    | Tailandia            | 2   | 1     | 1      | 4     |
| 5    | Francia              | 2   | 0     | 1      | 3     |
| 6    | Reino Unido          | 1   | 2     | 1      | 4     |
| 7    | Turquía              | 1   | 1     | 4      | 6     |
| 8    | Croacia              | 1   | 1     | 0      | 2     |
| 9    | España               | 1   | 0     | 3      | 4     |
| 10   | Marruecos            | 0   | 1     | 2      | 3     |
| 11   | China Taipéi         | 0   | 1     | 1      | 2     |
| 12   | Portugal             | 0   | 1     | 0      | 1     |
| 12   | Uzbekistán           | 0   | 1     | 0      | 1     |
| 14   | Rusia                | 0   | 0     | 3      | 3     |
| 15   | Alemania             | 0   | 0     | 2      | 2     |
| 16   | Afganistán           | 0   | 0     | 1      | 1     |
| 16   | Azerbaiyán           | 0   | 0     | 1      | 1     |
| 16   | Canadá               | 0   | 0     | 1      | 1     |
| 16   | Chipre               | 0   | 0     | 1      | 1     |
| 16   | Italia               | 0   | 0     | 1      | 1     |
| 16   | Mali                 | 0   | 0     | 1      | 1     |
| 16   | República Dominicana | 0   | 0     | 1      | 1     |
| 16   | Serbia               | 0   | 0     | 1      | 1     |
| 16   | Vietnam              | 0   | 0     | 1      | 1     |
|      | TOTAL                | 16  | 16    | 32     | 64    |